# Občina Divača
Občina Divača (německy Gemeinde Waatsche) je jednou z 212 občin ve Slovinsku. Nachází se v Pobřežně-krasovém regionu na území historického Přímoří. Občinu tvoří 31 sídel, její rozloha je 145,0 km2 a k 1. lednu 2017 zde žilo 4 000 obyvatel. Správním střediskem občiny je vesnice Divača.

## Členění občiny
Občina se dělí na sídla: Barka, Betanja, Brežec pri Divači, Dane pri Divači, Divača, Dolenja vas, Dolnje Ležeče, Dolnje Vreme, Famlje, Gabrče, Goriče pri Famljah, Gornje Ležeče, Gornje Vreme, Gradišče pri Divači, Kačiče-Pared, Kozjane, Laže, Matavun, Misliče, Naklo, Otošče, Podgrad pri Vremah, Potoče, Senadole, Senožeče, Vareje, Vatovlje, Vremski Britof, Zavrhek, Škocjan, Škoflje.